# Razia Matin Chowdhury
Razia Matin Chowdhury (falecida em 2012) foi uma política da Liga Awami e um membro do Parlamento num assento reservado.

## Carreira
Chowdhury foi eleita para o parlamento para um assento reservado como candidata da Liga Awami em 1996. Ela serviu como diretora da Escola e Faculdade de Laboratório da Universidade de Dhaka. Ela foi presidente do Bangabandhu Parishad e ex-presidente do Colégio da Federação das Mulheres da Universidade.

## Vida pessoal
Chowdhury foi casada com Abdul Matin Chowdhury.

## Falecimento
Chowdhury faleceu a 2 de maio de 2012 no Z. H. Sikder Women's Medical College &amp; Hospital, em Dhaka, Bangladesh. Ela foi enterrada no Cemitério de Banani.